# Giro d'Oro 2002
Il Giro d'Oro 2002, ventesima edizione della corsa, si svolse il 23 giugno su un percorso di 177 km. Fu vinto dall'italiano Damiano Cunego della Saeco davanti al tedesco Patrik Sinkewitz e all'olandese Remmert Wielinga.

## Ordine d'arrivo (Top 10)
| Pos. | Corridore            | Squadra                  | Tempo    |
| ---- | -------------------- | ------------------------ | -------- |
| 1    | Damiano Cunego       | Saeco                    | 4h30'25" |
| 2    | Patrik Sinkewitz     | Mapei-Quick Step Espoirs | a 1"     |
| 3    | Remmert Wielinga     | De Nardi                 | a 4"     |
| 4    | Fausto Dotti         | Cage Maglierie           | a 22"    |
| 5    | Simone Masciarelli   | Acqua & Sapone           | a 30"    |
| 6    | Domenico Passuello   | Colombia-Selle Italia    | s.t.     |
| 7    | Leonardo Bertagnolli | Saeco                    | s.t.     |
| 8    | Fortunato Baliani    | Colombia-Selle Italia    | a 50"    |
| 9    | Paolo Bossoni        | Tacconi Sport-Emmegi     | s.t.     |
| 10   | Valentino Fois       | Mercatone Uno            | a 55"    |